# Джон Берримор - фильмография

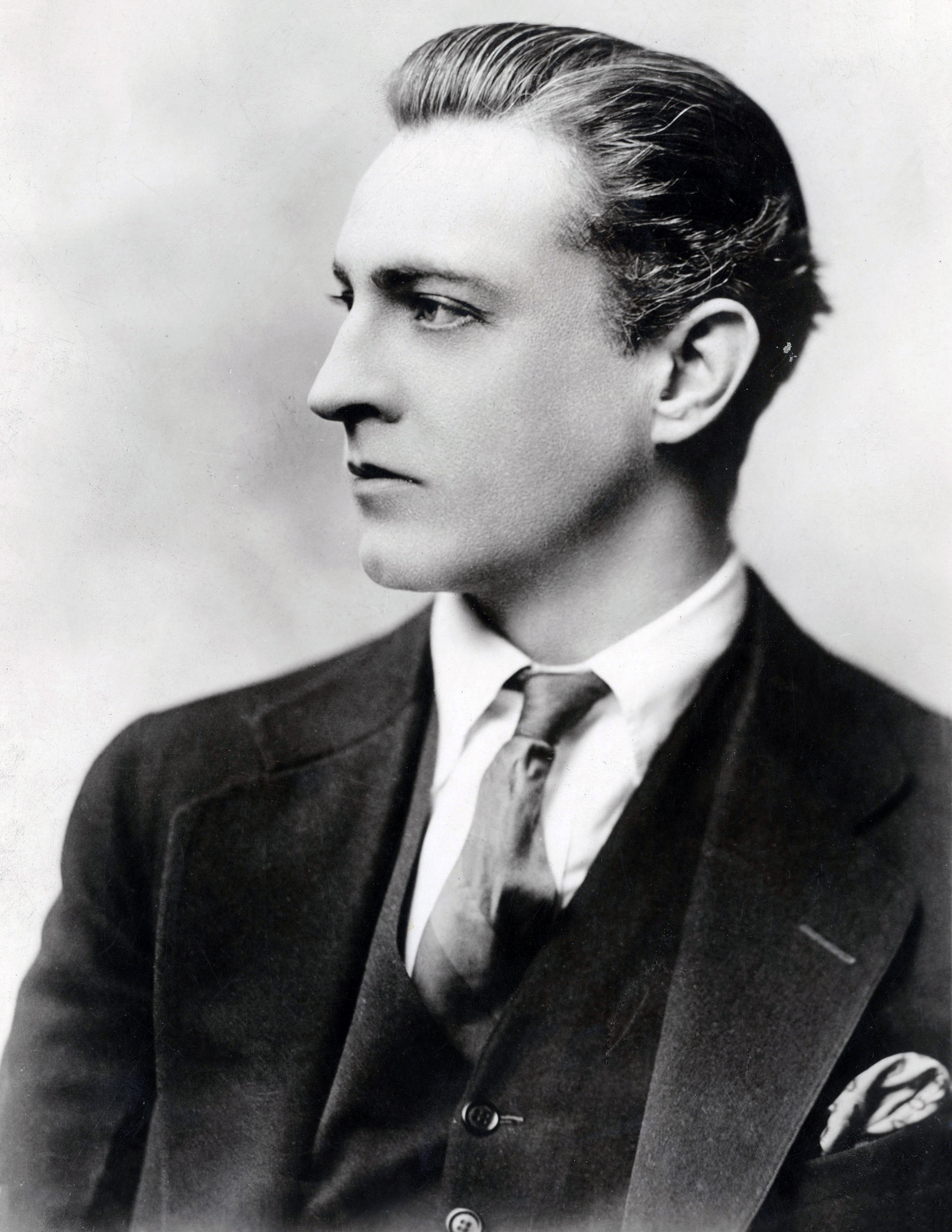
Джон Берримор, в 1918 году.

Джон Берримор (урождённый Джон Сидни Блайт; 1882–1942) был американским актёром театра, кино и радио, который появился в более чем 40 пьесах, 60 фильмах и 100 радиопостановках. Он был младшим ребёнком в семье актёров Мориса Берримора и Джорджианы Дрю Берримор, а его братом и сестрой были Лайонел и Этель, вместе они были известны как „королевская семья“ актёров Америки, и по словам его биографа Мартина Ф. Нордена, Джон «возможно, был самым влиятельным и боготворимым актёром своего времени».
После того, как Берримор попытался начать карьеру в искусстве, став иллюстратором в «New York Journal American», отец уговорил его появиться на сцене в 1901 году в спектакле «Человек мира», театр оказался интереснее газетной индустрии, и он быстро сменил профессию. В 1904 году он появился в своём первом сценическом шоу на Бродвее, где выступал в лёгких комедиях и мюзиклах до 1914 года, после он начал обращаться к более серьёзным ролям, начав с постановок «Жёлтый билет» и «Взлом». В том же году он начал работать в полнометражных фильмах и появился в девяти картинах между 1914 и 1918 годами, все из которых были комедиями в жанре фарса или буффонады. В 1920-х годах роли в кино стали более серьёзными, и он появился в главной роли в фильме «Доктор Джекил и мистер Хайд» (1920), за которым последовали «Пожиратель лотоса» (1921), «Шерлок Холмс» (1922), «Красавчик Браммел» (1924) и «Морское чудовище» (1926). В перерывах между ролями в кино он также исполнил главные роли в двух крупных театральных шекспировских постановках. В 1920 году он сыграл Ричарда, герцога Глостера в постановке «Ричард III», несмотря на успех, пьеса закрылась всего после 31 представления, когда Берримор «потерял сознание от физического и нервного истощения, связанных с ролью». В ноябре 1922 года он сыграл главную роль в «Гамлете» на Бродвее, пьесу ставили 101 раз, прежде чем отправиться гастролировать по США до января 1924 года. Норден описал реакцию критиков как «всеобщее одобрение постановки как лучшего Гамлета, которого они когда-либо видели». После гастролей по США Берримор приехал с постановкой в Лондон, где она была поставлена ещё 68 раз. Газета «The Manchester Guardian» позже назвала первое представление «самой запоминающейся премьерой за многие годы».
Успех «Гамлета» был настолько велик, что «Warner Bros.» подписали с Берримором контракт на съёмки в кино. Когда его время в «Warner Bros.» закончилось, он подписал контракт с «United Artists» на съёмки трёх полнометражных фильмов: «Любимый плут» (1927), «Буря» (1928) и «Вечная любовь» (1929). Когда этот контракт закончился, он вернулся в «Warner Bros.» для участия ещё в пяти фильмах, после чего ушёл в «Metro-Goldwyn-Mayer», где он появился в таких фильмах как «Гранд-отель», «Билль о разводе» и «Распутин и императрица» вышедшие в 1932 году. По словам Нордена, после окончания контракта с «MGM» он стал «актёром-универсалом». В сентябре 1940 года Берримору было предложено оставить свой отпечаток во дворе Китайского театра Граумана, вместо традиционного отпечатка рук и ног Берримор оставил свой  профиль лица, отражающий его прозвище «Великий профиль». 8 февраля 1960 года он получил звезду на Голливудской Аллее славы.
Хотя Берримор появился в ряде успешных фильмов в 1930-х годах, включая «Адвокат» (1933) и «Двадцатый век» (1934), его растущий алкоголизм привёл к потере памяти и неспособности запоминать свои реплики. Его проблемы с алкоголем повлияли и на его уверенность в себе, и он признался Хелен Хейс, своей партнёрше по фильму «Ночной полет», что он «полностью потерял самообладание» и что он «никогда не сможет выступать перед публикой после этого». В 1935 году он был госпитализирован из-за того, что не смог вспомнить ни свои семь реплик для фильма «Шляпа, пальто и перчатка», ни имя своего персонажа. После выписки из больницы он пережил кратковременное возрождение карьеры, хотя, со слов Нордена, большая часть его киноработ «не отличалась особой оригинальностью». Историки кино Дональд МакКэффри и Кристофер Джейкобс полагают, что «вклад Берримора в искусство киноактёрской игры начал угасать» после середины 1930-х годов. Берримор также вёл плодотворную карьеру на радио, включая трансляцию шести пьес Шекспира в рамках серии «Времена Шекспира». Большая часть его радиоработ была связана с 74 эпизодами шоу «Лучшее шоу» с Руди Валле, именно во время записи шоу в мае 1942 года Берримор потерял сознание и был госпитализирован, после чего скончался 29 мая.

## Фильмография

### В кино
★ = В связи с тем, что фильмы были уничтожены во время пожара, подтвердить участие Джона Берримора в них не возможно.
| В кино | В кино                                     | В кино                                 | В кино | В кино                                                         |
| Год    | Русское название                           | Оригинальное название                  | Роль | Примечание                                                     |
| ------ | ------------------------------------------ | -------------------------------------- | --- | -------------------------------------------------------------- |
| 1912   | Мечта кинорежиссёра                        | The Dream of a Moving Picture Director | картина Виллиан (The Movie Villain)                                                                                  | В титрах: Jack Barrymore ★ Короткометражный фильм Фильм утерян |
| 1912   | Призовой пакет                             | A Prize Package                        | Зи Хоукинс (Si Hawkins)                                                                                              | В титрах: Jack Barrymore ★ Короткометражный фильм Фильм утерян |
| 1912   | Возвращение вдовы Кейси                    | The Widow Casey's Return               | Отвергнутый поклонник (The Rejected Suitor)                                                                          | В титрах: Jack Barrymore ★ Короткометражный фильм Фильм утерян |
| 1912   | Просто притворяемся                        | Just Pretending                        | Полисмен (The Policeman)                                                                                             | В титрах: Jack Barrymore ★ Короткометражный фильм Фильм утерян |
| 1913   | Один из романов                            | One on Romance                         | Джек Уилсон (Jack Wilson)                                                                                            | В титрах: Jack Barrymore ★ Короткометражный фильм Фильм утерян |
| 1914   | Американский гражданин                     | An American Citizen                    | Бересфорд Крюгер (Berresford Cruger)                                                                                 | Короткометражный фильм Фильм утерян                            |
| 1914   | Человек из Мексики                         | The Man from Mexico                    | Фитцхью (Fitzhugh)                                                                                                   | Фильм утерян                                                   |
| 1915   | Вы дейсвительно масон?                     | Are You a Mason?                       | Фрэнк Перри (Frank Perry)                                                                                            | Фильм утерян                                                   |
| 1915   | Диктатор                                   | The Dictator                           | Брук Трэверс (Brooke Travers)                                                                                        | Фильм утерян                                                   |
| 1915   | Неисправимый Дюкан                         | The Incorrigible Dukane                | Джеймс Дюкан (James Dukane)                                                                                          | Короткометражный фильм                                         |
| 1916   | Потерянный жених                           | The Lost Bridegroom                    | Берти Джойс (Bertie Joyce)                                                                                           | Фильм утерян                                                   |
| 1916   | Почти король                               | Nearly a King                          | Джек Мерриуэлл, принц Булваны (Jack Merriwell, Prince of Bulwana)                                                    | Фильм утерян                                                   |
| 1916   | Красная вдова                              | The Red Widow                          | Ганнибал Цицерон Баттс (Cicero Hannibal Butts)                                                                       | Фильм утерян                                                   |
| 1917   | Раффлес, взломщик-любитель                 | Raffles, the Amateur Cracksman         | А. Дж. Раффлс (A.J. Raffles)                                                                                         |                                                                |
| 1917   | Национальное представление Красного Креста | National Red Cross Pageant             | Тиран, русский эпизод (The Tyrant, Russian episode)                                                                  | Появился в эпизоде Фильм утерян                                |
| 1918   | Втихаря                                    | On the Quiet                           | Роберт Риджвэй (Robert Ridgeway)                                                                                     | Фильм утерян                                                   |
| 1919   | Вот идёт невеста                           | Here Comes the Bride                   | Фредерик Тайл (Frederick Tile)                                                                                       | Фильм утерян                                                   |
| 1919   | Проба чести                                | The Test of Honor                      | Мартин Вингрэйв (Martin Wingrave)                                                                                    | Фильм утерян                                                   |
| 1920   | Доктор Джекилл и Мистер Хайд               | Dr. Jekyll and Mr. Hyde                | Доктор Генри Джекилл/мистер Эдвард Хайд (Dr. Henry Jekyll/Mr. Edward Hyde)                                           |                                                                |
| 1921   | Пожиратель лотоса                          | The Lotus Eater                        | Жак Леруа (Jacques Leroi)                                                                                            | Фильм утерян                                                   |
| 1922   | Шерлок Холмс                               | Sherlock Holmes                        | Шерлок Холмс (Sherlock Holmes)                                                                                       |                                                                |
| 1924   | Красавчик Браммел                          | Beau Brummel                           | Гордон Брайан 'красавчик' Браммел (George Bryon 'Beau' Brummel)                                                      |                                                                |
| 1925   | Бен-Гур: история Христа                    | Ben-Hur: A Tale of the Christ          | Зритель гонок на колесницах (Chariot Race Spectator)                                                                 | В титрах не указан                                             |
| 1926   | Морское чудовище                           | The Sea Beast                          | капитан Ахаб Сили (Captain Ahab Ceeley)                                                                              |                                                                |
| 1926   | Дон Жуан                                   | Don Juan                               | Дон Хосе де Марана/Дон Жуан де Марана (Don Jose de Marana/Don Juan de Marana)                                        |                                                                |
| 1927   | Любимый плут                               | The Beloved Rogue                      | Франсуа Вийон (Francois Villon)                                                                                      |                                                                |
| 1927   | Когда мужчина любит                        | When a Man Loves                       | Шевалье Фабье де Грие (Chevalier Fabien des Grieux)                                                                  |                                                                |
| 1928   | Буря                                       | Tempest                                | Сержант Иван Марков (Sgt. Ivan Markov)                                                                               |                                                                |
| 1929   | Вечная любовь                              | Eternal Love                           | Маркус Пэлтран (Marcus Paltran)                                                                                      |                                                                |
| 1929   | Представление представлений                | The Show of Shows                      | Ричард III в 'Генри VI часть III' (Richard III in 'Henry VI Part III')                                               |                                                                |
| 1929   | Генерал Крек                               | General Crack                          | Принц Кристиан Рудольф Август Кеттлар, герцог Курляндии (Prince Christian Rudolph Augustus Kettlar, Duke of Kurland) |                                                                |
| 1930   | Человек из Бленкли                         | The Man from Blankley's                | Лорд Стравпеффер (Lord Strathpeffer)                                                                                 | Фильм утерян                                                   |
| 1930   | Моби Дик                                   | Moby Dick                              | Капитан Ахаб Сили (Captain Ahab Ceely)                                                                               |                                                                |
| 1931   | Безумный гений                             | The Mad Genius                         | Владимир Иванович Цараков (Vladimar Ivan Tsarakov)                                                                   |                                                                |
| 1931   | Свенгали                                   | Svengali                               | Свенгали (Svengali)                                                                                                  |                                                                |
| 1932   | Арсен Люпен                                | Arsène Lupin                           | герцог Хармерайс (Duke of Charmerace)                                                                                |                                                                |
| 1932   | Билль о разводе                            | A Bill of Divorcement                  | Хилари Фэйрфилд (Hilary Fairfield)                                                                                   |                                                                |
| 1932   | Гранд Отель                                | Grand Hotel                            | Барон Феликс фон Гейгерн (Baron Felix von Geigern)                                                                   | В 2007 г. включён в Национальный реестр фильмов                |
| 1932   | Распутин и императрица                     | Rasputin and the Empress               | Принц Павел Чегодиев (Prince Paul Chegodieff)                                                                        |                                                                |
| 1932   | Государственный прокурор                   | State's Attorney                       | Том Кардиган (Tom Cardigan)                                                                                          |                                                                |
| 1933   | Адвокат                                    | Counsellor-at-Law                      | Джордж Саймон (George Simon)                                                                                         |                                                                |
| 1933   | Обед в восемь                              | Dinner at Eight                        | Ларри Рено (Larry Renault)                                                                                           |                                                                |
| 1933   | Ночной полет                               | Night Flight                           | Ривьер (Riviere) |                                                                |
| 1933   | Воссоединение в Вене                       | Reunion in Vienna                      | эрцгерцог Рудольф фон Габсбург (Archduke Rudolf von Habsburg)                                                        |                                                                |
| 1933   | Топаз                                      | Topaze                                 | профессор Август А. Топаз (Professor Auguste A. Topaze)                                                              |                                                                |
| 1933   | Гамлет: акт I; сцена V                     | Hamlet, Act I: Scenes V                | Гамлет (Hamlet) | Короткометражный фильм                                         |
| 1934   | Давно потерянный отец                      | Long Lost Father                       | Карл Беллайрс (Carl Bellairs)                                                                                        |                                                                |
| 1934   | Двадцатый век                              | Twentieth Century                      | Оскар Джафф (Oscar Jaffe)                                                                                            | В 2011 г. включён в Национальный реестр фильмов                |
| 1936   | Ромео и Джульетта                          | Romeo and Juliet                       | Меркуцио (Mercutio)                                                                                                  |                                                                |
| 1937   | Бульдог Драммонд возвращается              | Bulldog Drummond Comes Back            | Полковник Нильсон (Colonel Neilson)                                                                                  |                                                                |
| 1937   | Месть Бульдога Драммонда                   | Bulldog Drummond's Revenge             | Полковник Нильсон (Colonel Nielson)                                                                                  |                                                                |
| 1937   | Майские дни                                | Maytime                                | Николай Назаров (Nicolai Nazaroff)                                                                                   |                                                                |
| 1937   | Скандал в ночном клубе                     | Night Club Scandal                     | доктор Эрнест Тиндел (Dr. Ernest S. Tindal)                                                                          |                                                                |
| 1937   | Чистосердечное признание                   | True Confession                        | Чарли Джаспер (Charley Jasper)                                                                                       |                                                                |
| 1938   | Опасность Бульдога Драммонда               | Bulldog Drummond's Peril               | Полковник Нильсон (Colonel Nielson)                                                                                  |                                                                |
| 1938   | Держите эту студентку                      | Hold That Co-ed                        | Губернатор (Governor)                                                                                                |                                                                |
| 1938   | Мария Антуанетта                           | Marie Antoinette                       | Король Людовик XV (King Louis XV)                                                                                    |                                                                |
| 1938   | Романтика в темноте                        | Romance in the Dark                    | Золтан Джейсон (Zoltan Jason)                                                                                        |                                                                |
| 1938   | Порождение севера                          | Spawn of the North                     | болтун Тарлон (Windy Turlon)                                                                                         |                                                                |
| 1939   | Великий человек голосует                   | The Great Man Votes                    | Грегори Вэнс (Gregory Vance)                                                                                         |                                                                |
| 1939   | Полночь                                    | Midnight                               | Жорж Фламмарион (Georges Flammarion)                                                                                 | В 2013 г. включён в Национальный реестр фильмов                |
| 1940   | Выдающийся профиль                         | The Great Profile                      | Эванс Гаррик (Evans Garrick)                                                                                         |                                                                |
| 1940   | Женщина-невидимка                          | The Invisible Woman                    | Профессор Гиббс (Professor Gibbs)                                                                                    |                                                                |
| 1941   | Партнёры по играм                          | Playmates                              | Джон Берримор (John Barrymore)                                                                                       |                                                                |
| 1941   | Мировая премьера                           | World Premiere                         | Дункан ДеГрасс (Duncan DeGrasse)                                                                                     |                                                                |

#### Галерея
|  |  |  |  |  |  |  |  |